# Жданівська сільська територіальна громада
Жданівська сільська територіальна громада — територіальна громада в Україні, у Хмільницькому районі Вінницький області. Адміністративний центр село — Війтівці. Орган місцевого самоврядування — Війтівецька сільська рада.
12 червня 2020 року Жданівська сільська громада утворена у складі Жданівської, Качанівської, Мар'янівської, Сулківської та Терешпільської сільських рад Хмільницького району.
1 липня 2020 року Жданівська сільська рада ухвалила рішення про перейменування ради і громади на Війтівецькі. Проте рішення Кабінету Міністрів України щодо перейменування не було. Наразі відсутні правові підстави і механізми для перейменування територіальних громад.

## Населенні пункти
До складу громади входять 15 сіл: Війтівці, Володимирівка, Держанівка, Дібрівка, Качанівка, Лісогірка, Мар'янівка, Нова Сулківка, Ольжине, Семки, Софіївка, Сулківка, Терешпіль, Торчин, Українське.